# Mitra paupercula
Mitra paupercula is een slakkensoort uit de familie Mitridae. De wetenschappelijke naam is gepubliceerd in 1758 door Linnaeus in de tiende editie van Systema naturae.